# Аминогликозид
Аминогликозидите са група антибиотици, които представляват базични олигозахариди, съдържащи един циклохексанов пръстен с два базични заместителя и 2 – 3 хидроксилни групи.

## История
Аминогликозидите са открити са през 1943 г. от Шатц, Буге и Ваксман. Основните класически представители на групата са стрептомицин, неомицин, канамицин, гентамицин, тобрамицин, амикацин.
Следвайки откриването на пеницилина, който не е активен срещу Mycobacterium tuberculosis, проф. Селман Ваксман със своя екип през 1943 г., чрез системен скрийнинг на почвени бактериални култури, които да притежават M. Tuberculosis инхибиторна активност, открива първият антитуберкулозен агент, стрептомицин, първият аминогликозиден антибиотик. Това откритие дава началото на нов изключително важен клас антибиотични продукти и е възнаградено с Нобелова награда по физиология през 1952 г.
Повечето от аминогликозидите са природни вещества и се добиват от бактерии Streptomyces (на латински се пишат със суфикс „-mycin“) или от Micromonospora (на латински се пишат със суфикс „-micin“). Стрептомицинът е изолиран от почвения микроорганизъм Streptomyces griseus. През 1944 г. Ваксман и колеги изолират още 11 аминогликозидни антибиотика. По-късно, през 1957 г. от Streptomyces kanamyceticus е изолиран канамицин, който е изключително използван до началото на 70-те години. Паромомицин е изолиран през 1959 г. Гентамицини за първи път се изолират от гъбични микромоноспори Micromonospora purpurea. Сизомицин е изолиран от Micromonospora inyoensis през 1972 г. Развиването на резистентност към тези природни антибиотици води до появата на полусинтетични техни аналози като амикацин, (1972) полусинтетичен дериват на канамицин А, нетилмицин (1975) производен на сизомицин. Изепамицин (1978 г.) получен от гентамицин Б, дибекацин, 3',4'-дидеокси-канамицин Б (1971) и арбекацин (1990) също дериват на канамицин Б.
Понастоящем са известни повече от двеста аминогликозида. Техният успех като антибиотици се дължи на високата им и широкоспектърна активност при третиране на инфекции, причинени от чувствителни аеробни грам-отрицателни бактерии и грам-положителни бацили. Чрез тях се постига бърз бактерициден и добър клиничен ефект. Те проявяват синергизъм с антибиотици от типа бета-лактам и имат ниска себестойност.

## Терапевтично значение
Характерна за аминогликозидите е тяхната активност срещу аеробни, Грам-отрицателни бактерии, като например от родовете Pseudomonas, Acinetobacter и Enterobacter. Имат и известно туберкулостатично (потискат, развитието на туберкулоза) действие, като предпочитаното средство в туберкулостатичните схеми си остава стрептомицинът. Аминогликозидите се използват парентерално. Приложението им включва инфекции на пикочо-половата система, кожата, белите дробове, околоносните кухини и тонзилите. В съвременната терапия те се комбинират почти винаги с бета-лактамни антибиотици (пеницилин, ампицилин, амоксицилин, пиперацилин, оксацилин). Такава комбинация дава известни предимства срещу инфекции предизвикани от Грам-положителни бактерии, при които третирането единствено с аминогликозидни антибиотици има малък ефект. Комбинацията им с цефалоспорини от I или II поколение трябва да се осъществява внимателно, поради синергичния (придружаващ) им нефротоксичен ефект. Гентамицинът има изразен ототоксичен ефект. Приложението на гентамицин не трябва да надхвърля курсова доза от 1000 mg. При обичайните схеми на дозиране това се равнява на 7-дневен курс по 160 мг/дн. за възрастни. Някои аминогликозиди, какъвто е амикацинът, са особено подходящи за лечение на тежки паранефрални абсцеси, сепсис и тежки пневмонии с дихателна недостатъчност, в комбинация с метронидазол и цефалоспорини, бета-лактами, карбапенеми, хинолони. Канамицинът се използва за осъществяване на ендокавитарен лаваж в хирургията и инвазивното лечение при белодробни абсцеси и емпием на плеврата, перитонити, ехинококови кисти, нефростоми, ретроперитонеални абсцеси и панкреатични кисти и псевдокисти.